# سیارک ۱۳۴۷۷

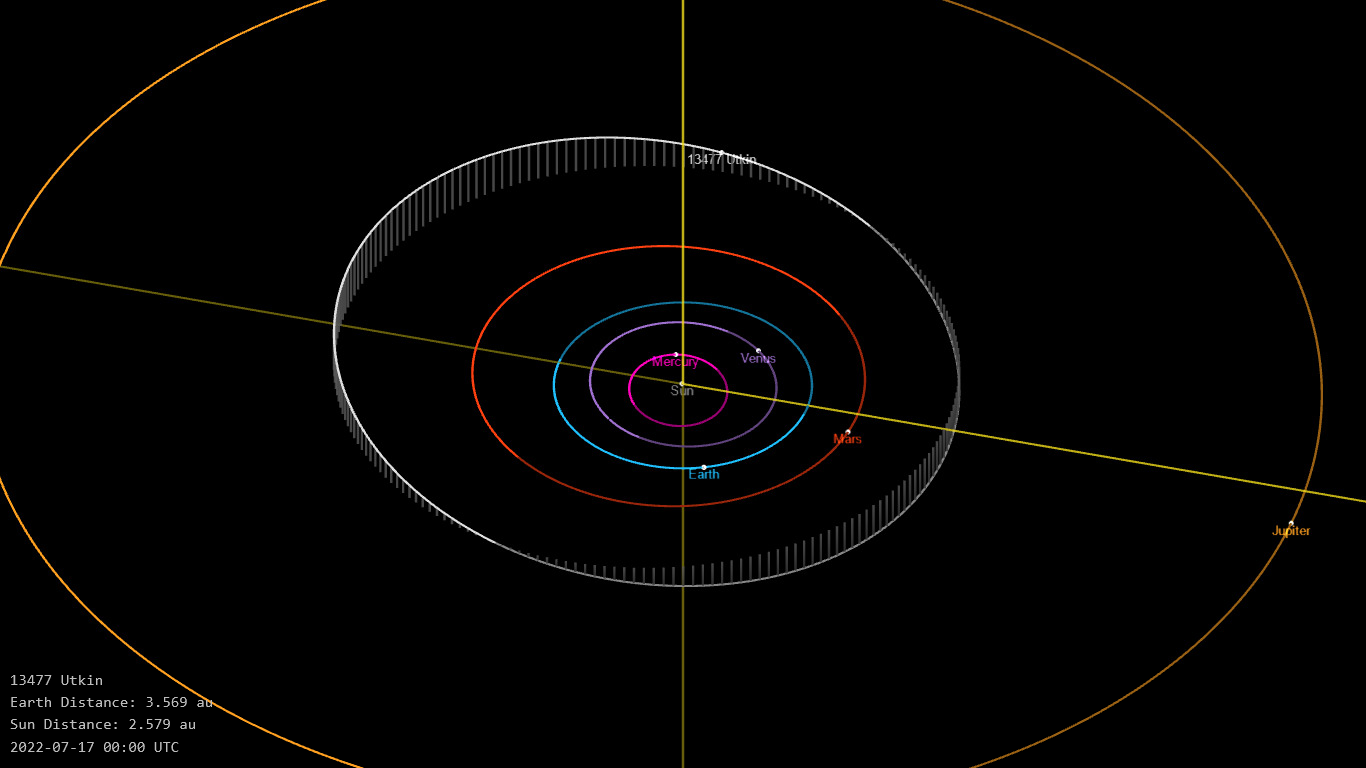
نگاره‌ای از محل سیارک ۱۳۴۷۷ در مدار - ۲۰۲۲

سیارک ۱۳۴۷۷ (به انگلیسی: 13477 Utkin، نامگذاری:1975VW5) سیزده هزار و چهارصد و هفتاد و هفتمین سیارک کشف شده‌است که در ۵ نوامبر ۱۹۷۵ کشف شد.
قدر مطلق سیارک برابر ۲۹.۵ است.